# Анжелика Хюстън
Анжелика Хюстън (на английски: Anjelica Huston) е американска актриса. Тя е дъщеря на известния филмов режисьор Джон Хюстън и става трето поколение от фамилията, която печели награда „Оскар“, след баща си и дядо си – актьорът Уолтър Хюстън. Освен награденото ѝ изпълнение във филма „Честта на фамилията Прици“, сред другите ѝ емблематични роли са във филмите за „Семейство Адамс“, два филма на Уди Алън – „Престъпления и прегрешения“ и „Мистериозно убийство в Манхатън“, както и във филма на Уес Андерсън – „Кланът Тененбаум“.

## Биография

### Ранни години
Анжелика Хюстън е родена на 8 юли 1951 година в Санта Моника, Калифорния. Тя е дъщеря на режисьора с ирландско-английски произход – Джон Хюстън и на италиано-американската примабалерина от Ню Йорк – Енрика Рики. Анжелика прекарва по-голяма част от детството си в Ирландия и Англия. Израства в Крагуел, графство Голуей. Има по-голям брат – Тони, както и доведена от майка ѝ по-малка сестра – Алегра и доведен от баща ѝ по-малък брат – Дани.
През 1969 г. тя изпълнява няколко малки роли във филмите на баща си. Същата година на 39-годишна възраст в пътна катастрофа загива майка ѝ. Тогава Анжелика се премества в САЩ, където за няколко години работи като модел.

### Личен живот
Докато работи като модел в ранните си младежки години, Анжелика Хюстън има връзка с фотографа Боб Ричардсън, който е с 23 години по-възрастен от нея. По това време тя има авантюра и с Райън О'Нийл. Пословична става връзката ѝ с Джак Никълсън, която няколко пъти е прекъсвана и подновявана в периода на годините от 1973 до 1990 г. По това време Анжелика е въвлечена като свидетел в прословутия съдебен процес срещу Роман Полански за изнасилване, което той уж е извършил в къщата, която тя споделя с Никълсън.
На 23 май 1992 г. актрисата се омъжва за скулптора Робърт Греъм – младши, с когото живее във Венис (Лос Анджелис) до смъртта му през 2008 г.
Анжелика Хюстън притежава ранчо в Три Ривърс, Калифорния, в близост до град Вайселия, който тя често посещава.

## Избрана филмография
| година | филм                                            | оригинално заглавие                                    | роля                              | режисьор       | бележки                              |
| ------ | ----------------------------------------------- | ------------------------------------------------------ | --------------------------------- | -------------- | ------------------------------------ |
| 1981   | Пощальонът винаги звъни два пъти                | The Postman Always Rings Twice                         | Маджи                             | Боб Рафелсън   |                                      |
| 1985   | Честта на фамилията Прици                       | Prizzi's Honor                                         | Маероуз Прици                     | Джон Хюстън    | Награда „Оскар“                      |
| 1989   | Престъпления и прегрешения                      | Crimes and Misdemeanors                                | Долорес Пейли                     |                | номинация за БАФТА                   |
| 1990   | Измамниците                                     | The Grifters                                           | Лили Дилън                        | Стивън Фриърс  | номинации за БАФТА и „Златен глобус“ |
| 1991   | Семейство Адамс                                 | The Addams Family                                      | Мортишия Адамс                    | Бари Зоненфелд | Номинация за „Златен глобус“         |
| 1993   | Мистериозно убийство в Манхатън                 | Manhattan Murder Mystery                               | Мариша Фокс                       | Уди Алън       | Номинация за БАФТА                   |
| 1995   | На кръстопът                                    | The Crossing Guard                                     | Мери                              | Шон Пен        |                                      |
| 2001   | Кланът Тененбаум                                | The Royal Tenenbaums                                   | Итълайн Тененбаум                 | Уес Андерсън   |                                      |
| 2002   | Таткова градина                                 | Daddy Day Care                                         | Г-жа Гуинет Харидън               | Стив Кар       |                                      |
| 2004   | Непоколебими ангели                             | Iron Jawed Angels                                      | Кери Чапмън Кат                   |                | ТВ филм – Награда „Златен гробус“    |
| 2004   | Морски живот със Стив Зису                      | The Life Aquatic with Steve Zissou                     | Елинор Зису                       | Уес Андерсън   |                                      |
| 2006   | Поверително от училище за изкуства              | Art School Confidential                                | Учителка по история на изкуството |                |                                      |
| 2007   | Дарджийлинг ООД                                 | The Darjeeling Limited                                 | Патриша                           | Уес Андерсън   |                                      |
| 2008   | Камбанка                                        | Tinker Bell                                            | Кралица Кларион                   | Брадли Реймънд | глас                                 |
| 2010   | Когато си в Рим                                 | When in Rome                                           | Селест                            |                |                                      |
| 2011   | Силна година                                    | The Big Year                                           | Ани Оклет                         |                |                                      |
| 2014   | Камбанка и феята пират                          | The Pirate Fairy                                       | Кралица Клариса                   | Пеги Холмс     |                                      |
| 2021   | Френският бюлетин на Либърти, Канзас Ивнинг Сън | The French Dispatch of the Liberty, Kansas Evening Sun | Разказвач                         | Уес Андерсън   |                                      |
| 2025   | Балерина                                        | Ballerina                                              | Директорът                        | Лен Уайзмън    |                                      |

## Награди и номинации
Списък с награди, спечелени от Анжелика Хюстън.
| Година | Награда                                      | Категория                                            | Продукция                                                                   |
| ------ | -------------------------------------------- | ---------------------------------------------------- | --------------------------------------------------------------------------- |
| 2013   | Награда на Грейси Алън                       | Отличаваща се поддържаща актриса в драматичен сериал | „Smash“                                                                     |
| 2005   | Награда „Златен глобус“                      | Най-добра поддържаща актриса в телевизионен сериал   | „Непоколебимите ангели“ („Iron Jawed Angels“)                               |
| 2005   | Награда „Сателит“                            | Най-добра актриса в телевизионен сериал              | „Непоколебимите ангели“ („Iron Jawed Angels“)                               |
| 1999   | Награда „Блокбъстър Ентъртейнмънт“           | Любима поддържаща актриса в драма или романс         | „Имало едно време: История за Пепеляшка“ („Ever After: A Cinderella Story“) |
| 1991   | Награда на бостънските критици               | Най-добра актриса                                    | „Вещиците“ („The Witches“)                                                  |
| 1991   | Награда на бостънските критици               | Най-добра актриса                                    | „Измамниците“ („The Grifters“)                                              |
| 1991   | Награда на независимия дух                   | Най-добра главна актриса                             | „Измамниците“ („The Grifters“)                                              |
| 1991   | Награда на американските критици             | Най-добра актриса                                    | „Измамниците“ („The Grifters“)                                              |
| 1991   | Награда на американските критици             | Най-добра актриса                                    | „Вещиците“ („The Witches“)                                                  |
| 1990   | Награда на критиците на Канзас               | Най-добра поддържаща актриса                         | „Врагове: Една любовна история“ („Enemies: A Love Story“)                   |
| 1990   | Награда на критиците на Лос Анджелис         | Най-добра актриса                                    | „Измамниците“ („The Grifters“)                                              |
| 1990   | Награда на критиците на Лос Анджелис         | Най-добра актриса                                    | „Вещиците“ („The Witches“)                                                  |
| 1990   | Награда на американските критици             | Най-добра поддържаща актриса                         | „Врагове: Една любовна история“ („Enemies: A Love Story“)                   |
| 1988   | Награда на независимия дух                   | Най-добра поддържаща актриса                         | „Мъртвите“ („The Dead“)                                                     |
| 1986   | Награда на бостънските критици               | Най-добра поддържаща актриса                         | „Честта на фамилията Прици“ („Prizzi's Honor“)                              |
| 1986   | Награда на критиците на Канзас               | Най-добра поддържаща актриса                         | „Честта на фамилията Прици“ („Prizzi's Honor“)                              |
| 1986   | Награда на американските критици             | Най-добра поддържаща актриса                         | „Честта на фамилията Прици“ („Prizzi's Honor“)                              |
| 1985   | Награда на критиците на Лос Анджелис         | Най-добра поддържаща актриса                         | „Честта на фамилията Прици“ („Prizzi's Honor“)                              |
| 1985   | Награда на американския борд по рецензии     | Най-добра поддържаща актриса                         | „Честта на фамилията Прици“ („Prizzi's Honor“)                              |
| 1985   | Награда на критиците на Ню Йорк              | Най-добра поддържаща актриса                         | „Честта на фамилията Прици“ („Prizzi's Honor“)                              |
| 1985   | Награда „Оскар“ на филмовата акадамия на САЩ | Най-добра поддържаща актриса                         | „Честта на фамилията Прици“ („Prizzi's Honor“)                              |